# Sérénac
Sérénac – miejscowość i gmina we Francji, w regionie Oksytania, w departamencie Tarn. W 2013 roku jej populacja wynosiła 474 mieszkańców. Przez gminę przepływa rzeka Tarn. 